# Tony Cetinski
Tony Cetinski (Pula, 31 mei 1969) is een bekende Kroatische popzanger. Hij begon te zingen toen hij 15 jaar oud was met verschillende lokale groepen. Hij verhuisde van Rovinj naar Zagreb in 1988 om zijn carrière te beginnen en werd al snel een van de grootste popsterren in Kroatië.
In 1994 vertegenwoordigde hij Kroatië op het Eurovisiesongfestival met het lied Nek Ti Bude Ljubav Sva.
Cetinski was lang de populairste mannelijke zanger in Kroatië en hij was ook populair in Bosnië en Herzegovina, Macedonië, Slovenië, Servië en Montenegro.
1993: Put · 
1994: Tony Cetinski · 
1995: Magazin & Lidija · 
1996: Maja Blagdan · 
1997: ENI · 
1998: Danijela · 
1999: Doris Dragović · 
2000: Goran Karan · 
2001: Vanna · 
2002: Vesna Pisarović · 
2003: Claudia Beni · 
2004: Ivan Mikulić · 
2005: Boris Novković · 
2006: Severina · 
2007: Dragonfly feat. Dado Topić · 
2008: Kraljevi Ulice & 75 Cents · 
2009: Igor Cukrov feat. Andrea Šušnjara · 
2010: Feminnem · 
2011: Daria Kinzer · 
2012: Nina Badrić · 
2013: Klapa s Mora · 
2016: Nina Kraljić · 
2017: Jacques Houdek · 
2018: Franka Batelić · 
2019: Roko · 
2021: Albina Grčić · 
2022: Mia Dimšić · 
2023: Let 3 · 
2024: Baby Lasagna · 
2025: Marko Bošnjak
- Bibliothèque nationale de France: cb15799596b (data)
- Gemeinsame Normdatei: 1344023487
- International Standard Name Identifier: 0000 0003 6456 465X
- Library of Congress Control Number: no2013111452
- MusicBrainz: 5f78ccb5-0ade-4db6-9524-9c91411fc866
- Nationale bibliotheek van Australië: 46121697
- Nationale en Universitaire bibliotheek Zagreb: 000047765
- Virtual International Authority File: 229050524
- WorldCat: E39PBJx8DWjfFJVx9mjmJw97HC